# 列克星敦-康科德150周年纪念半美元
列克星敦-康科德150周年纪念半美元（英語：Lexington-Concord Sesquicentennial half dollar），又称列克星敦-康科德半美元（Lexington-Concord half dollar）或爱国者半美元（Patriot half dollar），是美国铸币局1925年生产的一种银质纪念币，由雕塑家切斯特·比奇设计，旨在纪念列克星敦和康科德战役150周年。
1924年，麻薩諸塞州多位国会议员提出法案，建议为列克星敦和康科德战役150周年发行纪念币。法案在参众两院通过，再由总统卡尔文·柯立芝签署生效。比奇的设计方案得到列克星敦和康科德两地的委员会首肯，美术委员会觉得比奇的设计素材不佳，但还是勉强通过方案。
纪念币定价一美元，不但在列克星敦和康科德举办的周年庆典活动上售卖，还在新英格兰各地银行出售。国会授权制作30万枚纪念币，但实际产量只略超过半数。硬币销售情况良好，全部16万枚绝大部分顺利卖出。如今，这些银币视成色而定，价值在100至近千美元不等。

## 背景
1775年4月19日，列克星敦和康科德战役在马萨诸塞殖民地多个邻近城镇展开。美国独立战争爆发前，英国政府同北美殖民地居民之间的恨隙逐渐积累，到1775年春时，波士顿已经形成多个敌视英国的民兵团体。这些团体由殖民地领袖约翰·汉考克领导的安全委员会主控，一经通知就会马上集结起来参加战斗，因此经常被称为分钟人。多个镇上都储存有军需供其所用，康科德也是其中之一。

20美元纸币上的“列克星敦战役”版画由美国制版印刷局刻印

殖民地国务大臣达特茅斯勋爵（Lord Dartmouth）指示波士顿的英军司令官汤马士·盖奇将军镇压动乱。1775年4月18日，盖奇密令弗朗西斯·史密斯（Francis Smith）中校率领700人前去康科德，摧毁当地的军火库。反抗军发现了英军的计划，但究竟是如何发现至今仍无定论。盖奇的夫人玛格丽特（Margaret）生于新泽西，当年有可能正是她向殖民地反抗军通风报信。另一位殖民地领袖人物约瑟·瓦伦将事态告知保罗·列维尔和威廉·道斯（William Dawes），后两人各自赶赴列克星敦预警并集结民兵。两人抵达列克星敦后见到汉考克和塞缪尔·亚当斯，存放在康科德的补给得以及时转移。
英军于4月19日凌晨2点开始进军，史密斯提前派出约翰·皮特凯恩（John Pitcairn）率领的先头部队。皮特凯恩及其部下在列克星敦发现一个连的殖民武装后命令他们自行解散，混乱之中突然有人开火（但究竟是哪方先开火至今仍无定论），导致英军以多轮齐射反击。8名殖民地军人当场阵亡，1名英国军人受伤。英军把在康科德找到的所有补给摧毁或付之一炬，双方的第2轮冲突发生在老北桥（North Bridge）。桥梁起初由英军控制，约有400名分钟人在附近集结。看到康科德散发出的浓烟后，殖民地民兵认为英军在镇上四处放火，于是想要过桥前去解救。面对英军火力，民兵反击并将之击退。意识到殖民地居民已揭竿而起的英方获得增援，然后开始向波士顿进军，但一路上持续受到至少2000民兵的火力骚扰，直至英军得到波士顿附近的大炮保护时止。英军同殖民地民兵在列克星敦和康科德的两度交手也成为美国革命战争的第一战。

## 立法
1924年5月5日，马萨诸塞州联邦众议员约翰·雅各布·罗杰斯（John Jacob Rogers）和弗雷德里克·达林格（Frederick Dallinger）各自提出完全相同的联合决议案，建议设立合众国列克星敦－康科德150周年纪念委员会，并授权联邦政府参与列克星敦和康科德战役150周年庆典活动。该州另一位联邦众议员罗伯特·卢斯（Robert Luce）也提出同样的决议案。罗杰斯代表的选区包括康科德，列克星敦的百姓则是将达林格送到国会的选民。3项法案均交由卢斯主持的图书馆委员会审议。委员会于1924年5月8日举行听证，罗杰斯同达林格均有到场。罗杰斯谈及1875年的列克星敦和康科德百年纪念活动，当时总统尤利西斯·辛普森·格兰特、副总统亨利·威尔逊和众议院议长詹姆斯·G·布莱恩等权贵均有出席。这些庆祝活动并非由列克星敦和康科德联合举办，而是分开进行，只是两地就此充分展开合作。值战役150周年之际，两地打算继续按原有的模式举办庆祝活动，两地庆典虽会有相当程度的协调与合作，但活动均由各自组建的委员会安排。
罗杰斯接下来阐述选派150周年纪念委员会人选的方案，由国会两院各指派4人，总统卡尔文·柯立芝任命3人。罗杰斯和达林格希望向纪念委员会拨款1万美元，同时请求国会授权发行纪念币和纪念邮票。罗杰斯向图书馆委员会透露，授权发行纪念币的法案借用了朝圣者三百周年纪念半美元（1920至1921年发行）授权法案的条文，并提请委员会留意，之前国会已经授权发行其他多种纪念币。当时纪念币并非由政府出售，国会的授权法案中通常会指定某个组织拥有以面值购买纪念币后再加价向公众销售的独有权利。罗杰斯和达林格的法案请求国会授权发行30万枚半美元，达林格还指出，政府无需承担制作这些硬币的成本，还可以通过铸币税——即硬币制作成本（包括金属原料成本）同面值之间的价格差——获利，而且这些银币会成为收藏家的目标，所以政府永远都不需要将其赎回。两位议员发言完毕后，主席卢斯取出马萨诸塞州联邦参议员、参议院多数党领袖亨利·卡伯特·洛奇（Henry Cabot Lodge）的信件，信中表态支持法案。次日，卢斯也提出主要内容类似的决议案，图书馆委员会建议众议院批准。
决议案于1924年6月7日交由众议院讨论，卢斯到场请求议会通过法案。他还在递交的报告中加入一句“从戎征战的农夫”（embattled farmers，字面意为“四面楚歌的农民”），这句短语源自拉尔夫·沃尔多·爱默生的诗作《康科德之歌》（Concord Hymn），阿肯色州联邦众议员奥蒂斯·温戈（Otis Wingo）以这句短语为突破口现场发表长篇演说批准关税政策，指控共和党多数派伤害农民利益。温戈的演说赢得民主党同仁的热烈掌声，接下来众议院未经纪录表决就直接通过法案，由于议长弗雷德里克·H·吉列特（Frederick H. Gillett）缺席，众议院议程由罗杰斯主持。决议案当天转交至参议院拨款委员会，1925年1月5日，怀俄明州联邦参议员弗朗西斯·沃伦向参议院递交报告，建议法案不做改动，直接通过。阿肯色州联邦参议员约瑟夫·罗宾逊（Joseph T. Robinson）询问法案中授权的硬币面额总额，得知数额是1万5000美元后就没有再继续提问。法案在参议院顺利通过并且没有反对票，再于同月14日经柯立芝总统签署后颁布。

## 准备

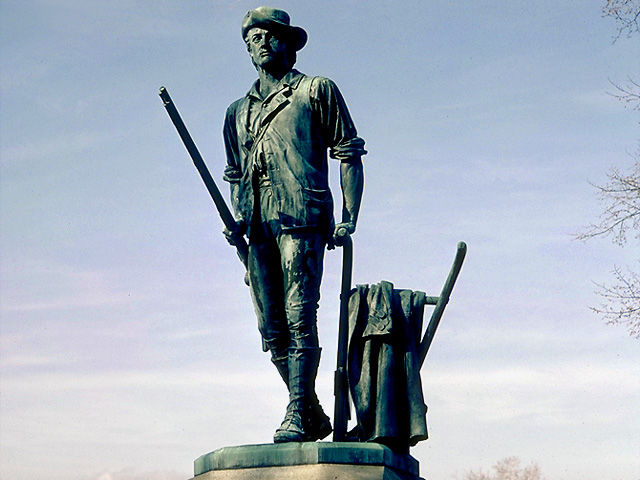
丹尼尔·切斯特·法兰西创作的雕像“分钟人”

1923年，列克星敦和康科德的周年纪念委员会都已考虑过要争取发行纪念币，但两个委员会都不知对方也有相同打算。他们分别同设计门罗主义百年纪念半美元的切斯特·比奇（Chester Beach）取得联系，经过洽谈，后者同意将设计费用定在2500美元，列克星敦和康科德两地委员会各付1250美元，并且各自保有确定半美元其中一面设计方案的权利。
普雷斯科特·凯斯（Prescott Keyes）是康科德委员会主席，他于1925年2月2日将正面（康科德面）设计意向告知比奇，并表示纪念币背面（列克星敦面）的设计意向很快就会发过去。次日，列克星敦委员会律师爱德华·斯通（Edward Stone）致信比奇，信中附有正式合同，表明比奇要在根据设计方案制作的石膏模型获美术委员会批准后才能拿到酬金。比奇于同月4日给斯通回信，称他已同美术委员会雕塑家、野牛镍币的设计者詹姆斯·厄尔·弗雷泽（James Earle Fraser）交流，得知委员会的月度会议刚结束不久，但还是可以集合批准硬币设计稿所需的法定人数。比奇还表示，他曾于1924年同铸币局首席雕刻师乔治·T·摩根（George T. Morgan）接洽，得知在最终设计方案敲定后，铸币局还需要花3到4周时间才能开始生产硬币。摩根已于不久前辞世，但比奇估计新任首席雕刻师约翰·辛诺克（John R. Sinnock）不会令铸币工作延误。
2月4日，康科德画家菲利普·霍尔登（Philip Holden）将经过改进的硬币两面设计草图发给比奇。比奇一直以为纪念币上除周年日期1775—1925外，还应该单独刻有出产年份，但凯斯于2月5日致信比奇，称他已检视过朝圣者三百周年纪念半美元和胡格诺派－瓦隆人三百周年半美元，上面的出产年份都包含在周年日期内，没有再另行刻出出产年份。凯斯还指出，两种硬币的（“半美元”）字样前分别有（“朝圣者”）或（“雨格诺派”）字样，所以他建议在新银币的同一位置加上（“爱国者”），因为150周年纪念日4月19日也是马萨诸塞州的爱国者节。此外，凯斯还坚持要么硬币上刻有（“康科德分钟人”）字样，即使字号太小、难以辨认也行，因为列克星敦同康科德的民众可能会特别关注上面的文字表述，所以“我同斯通先生坚持要在所有细节上达成一致意见”。
比奇同意调整文字，不过这还需哥伦比亚特区当局批准。1925年2月12日，凯斯再度致信比奇，称华盛顿国家座堂建筑师哈里·里特（Harry B. Little）在看过设计方案后给出修改意见，例如把康科德面下角的短句移至分钟人雕像左侧，还建议在硬币上增加“ 19”（“4月19日”）字样，比奇没有接受这两项建议，但还是同意采用凯斯的其它提议。美术委员会感觉法兰西的雕像过于狭窄，不适合刻上硬币，但还是批准了比奇的设计方案，主席查尔斯·摩尔（Charles Moore）于3月5日致信铸币局局长罗伯特·格兰特（Robert J. Grant），建议允许设计师采用象征符号，因为设计师可以最清楚地知道在硬币或奖章的什么地方放置这些符号可以有效填补多余空间。
费城铸币局到3月27日时已试铸出多枚新版纪念币，斯通于同月31日初步订购10万枚半美元。

## 设计
简陋的拱桥边下河水流淌，

旗帜迎着四月的微风飘扬，

从戎征战的农夫，

在此打响了声震全球的一枪。
纪念币正面再现丹尼尔·切斯特·法兰奇（Daniel Chester French）创作的雕像“分钟人”，这座雕像如今依然在康科德屹立。雕像主体是位手中持有步枪的农夫，以纪念1775年志愿对抗大英帝国的民兵组织分钟人。农夫的外套披在犁上，准备在听到信号后立即集结奔赴前线，估计这个信号就是来自列克星敦的老钟楼，刻在硬币背面。农夫的头部挡住了字母的下半截，这两个字母是硬币边缘文字（“美利坚合众国”）的组成部分，这正是他当年帮助建立国家的名字。分钟人左侧是“CONCORD MINUTE-MAN”（“康科德分钟人”），左侧则是（“我们信仰上帝”）。法兰西在制作雕像时，有意把人物刻画成在康科德阵亡的艾萨克·戴维斯（Isaac Davis）。位于康科德的塑像底座上还刻有爱默生诗作《康科德之歌》的第一小节，这首歌也被一代又一代的美国学童牢记，只是没有刻到纪念币上。

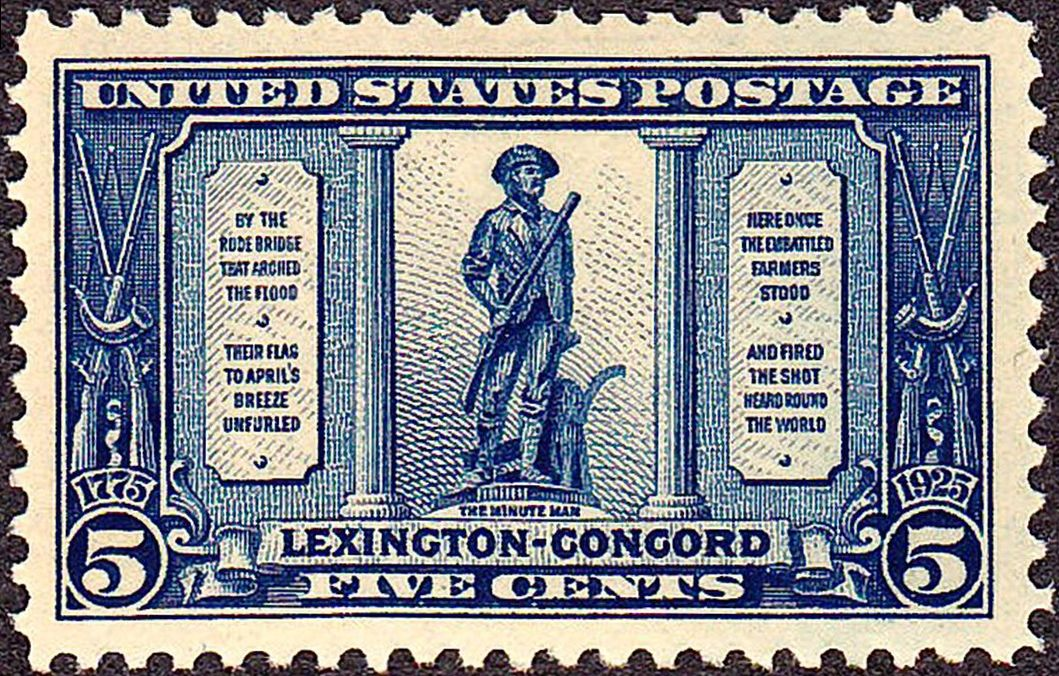
美国邮政部为此次周年纪念发行的邮票，上面除法兰西创作的塑像外，还有爱默生的诗篇。

银币背面所刻的是位于列克星敦的老钟楼，上面的挂钟正是集结地方民兵的信号。这只挂钟重210公斤，源自1761年时艾萨克·斯通（Isaac Stone）的捐赠，钟楼随后建成，所以按1775年战役打响时来说并不算老。钟声在列维尔和道斯抵达列克星敦后敲响，但由于并没有英军来犯，约翰·帕克让手下各自回家，只是要随时待命。钟声于清晨5点30分再度响起，据传英军已行进至不远处。
钱币学家约翰·F·琼斯（John F. Jones）曾于1937年对多种纪念币详加勘测，他觉得列克星敦－康科德150周年纪念半美元刻上分钟人雕像和老钟楼都非常恰当，只是早期特发币种上的线条不过清晰、锐利。艺术史学家科尼利厄斯·弗缪尔（Cornelius Vermeule）曾以美国硬币和奖章为主题的著作中指出，列克星敦－康科德半美元的艺术层次几乎比照片强不了多少，因为比奇设计方案中的原创内容最终得以实现的实在太少了。弗缪尔还觉得比奇被迫为半美元加刻的铭文太多，特别是的位置实在糟糕透顶。在他看来，比奇设计的列克星敦－康科德半美元要优于门罗主义百年纪念半美元，但还是同他一流艺术的身份不相称。银币本身虽然散发出爱国主义气息，但却缺乏应有的艺术素养。

## 生产、发售和收藏

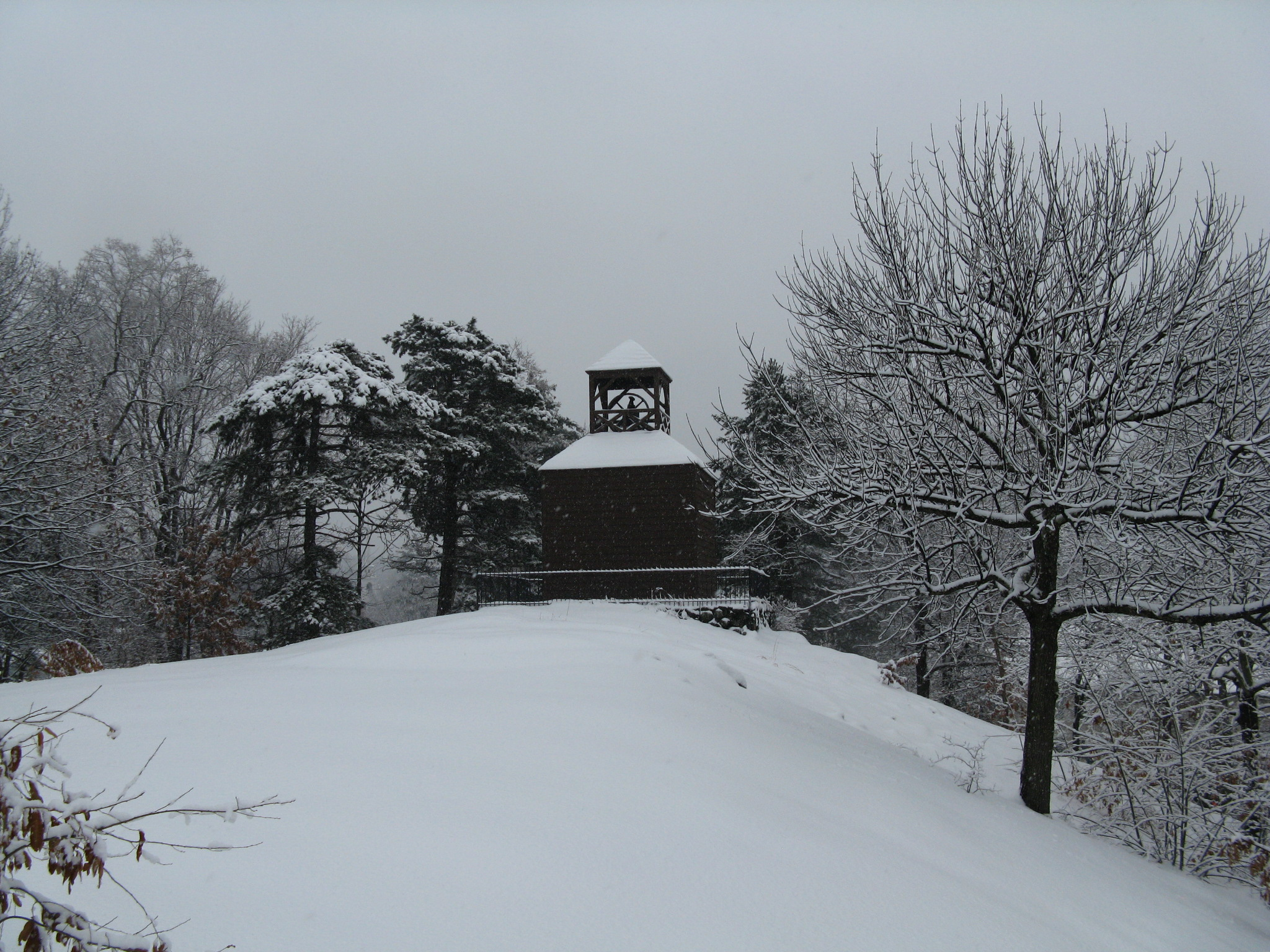
位于列克星敦的老钟楼

1925年4至5月，费城铸币局共计出产16万2099枚列克星敦－康科德150周年纪念半美元，其中99枚由铸币局保留，准备次年递交化验委员会检验。银币采用的坯饼本是用来制作1924年版的石山纪念半美元，但该纪念币并未于当年投产，所以坯饼遗留下来。
铸币局将出产的首枚纪念币呈交柯立芝总统。列克星敦和康科德的周年纪念活动都是在1925年4月18至20日举行，半美元在活动现场售卖，其中列克星敦卖出3万9000枚，康科德也有2万1000枚。银币分销由莱克星顿信托公司和康科德国民银行负责，以木盒包装，盒上还有描绘分钟人雕像和老钟楼的图像装饰。纪念币在新英格兰多地银行有售，国内其它部分地区也能买到。最终退回铸币局融毁的列克星敦－康科德半美元只有86枚，估计都是受损的银币。绝大部分硬币都是由普通民众而非收藏家买下。纪念币发行时售价1美元。根据理查德·约曼（Richard S. Yeoman）2015年版的《美国钱币指南手册》（A Guide Book of United States Coins），列克星敦－康科德150周年纪念半美元视成色而定，价格在100至975美元之间。2014年，一枚纪念银币经拍卖以1万1880美元高价成交。

## 脚注
1. 1 2 3 4  Slabaugh，第62頁.
2. 1 2 3 4 5  Flynn，第112頁.
3. ↑  Fischer，第96頁.
4. ↑  History Channel.
5. ↑  House hearings，第1頁.
6. ↑  bill.
7. 1 2  report.
8. ↑  House hearings，第3頁.
9. 1 2  House hearings，第3–6頁.
10. ↑  Slabaugh，第3–5頁.
11. ↑  1924 Congressional Record, Vol. 70, Page 11209–11211 (1924-06-07)
12. ↑  1924 Congressional Record, Vol. 70, Page 11152 (1924-06-07)
13. ↑  1925 Congressional Record, Vol. 71, Page 1196 (1925-01-05)
14. ↑  Flynn，第111頁.
15. ↑  Bowers，第187頁.
16. ↑  Taxay，第80, 85頁.
17. ↑  Taxay，第85–86頁.
18. ↑  Taxay，第86–88頁.
19. 1 2  Flynn，第290頁.
20. ↑  Flynn，第290–291頁.
21. 1 2  Swiatek & Breen，第135頁.
22. ↑  Jones，第395頁.
23. 1 2 3  Vermeule，第168頁.
24. 1 2  Bowers，第189頁.
25. ↑  Flynn，第113頁.
26. ↑  Swiatek，第161頁.
27. ↑  Yeoman，第1131–1132頁.